# Aratichanguio
Aratichanguio es una localidad del estado mexicano de Guerrero. Es parte del municipio de Zirándaro.

## Toponimia
El nombre «Aratichanguio» proviene de los términos en purépecha: ararícua, árbol de palo bobo; guío, lugar o campo. Su significado es «campo de los árboles de Palo bobo».

## Demografía
| Gráfica de evolución demográfica |
|                                  |

| Censo | Población |
| ----- | --------- |
| 1910  | 517       |
| 1921  | 604       |
| 1930  | 850       |
| 1940  | 790       |
| 1950  | 313       |
| 1960  | 700       |
| 1970  | 1 037     |
| 1980  | 1 327     |
| 1990  | 1 256     |
| 2000  | 1 609     |
| 2010  | 1 401     |
| 2020  | 2 048     |